# Campionati oceaniani di badminton a squadre 2019
I Campionati oceaniani di badminton a squadre 2019 si sono svolti a Melbourne, in Australia, dal 15 al 17 febbraio 2019. È stata la 3ª edizione del torneo, organizzato dalla Badminton Oceania.

## Podi
| Evento       | Oro       | Argento       | Bronzo          |
| Torneo misto | Australia | Nuova Zelanda | Nuova Caledonia |